# México Libre
México Libre es una organización política que en 2020 buscó convertirse en partido político nacional para participar en las elecciones federales del siguiente año. La organización surgió con el nombre Libertad y Responsabilidad Democrática A.C. en agosto de 2018 y presentó su solicitud de registro ante el Instituto Nacional Electoral (INE), la cual fue rechazada en septiembre de 2020. En una entrevista a la cofundadora del partido Margarita Zavala, por parte del diario El Universal, ella describe al partido como una organización de «centro hacia la derecha». En la misma entrevista también hace un particular énfasis en las «libertades», siendo el ideario de la organización afín al conservadurismo neoliberal.

## Antecedentes
Sus fundadores, el expresidente Felipe Calderón Hinojosa y su esposa Margarita Zavala, eran prominentes figuras del Partido Acción Nacional pero en 2017 abandonaron el partido debido a que ellos no veían forma alguna que dicho partido pudiera recuperarse ante la sociedad.
La organización surge como iniciativa de un proyecto opositor al gobierno presidencial de Andrés Manuel López Obrador y como nuevo aire ante la sociedad de los partidos tradicionales.

## Obtención del registro
El 28 de febrero de 2020, la asociación entregó su solicitud para ser partido político al Instituto Nacional Electoral (INE) y, el 3 de septiembre del mismo año, la Comisión de Prerrogativas y Partidos Políticos del INE propuso la creación de México Libre como partido político nacional.
La noche del 4 de septiembre de 2020, el consejero presidente, Lorenzo Córdova Vianello, y el consejero Ciro Murayama impugnaron la falta de transparencia en los recursos de financiamiento de México Libre debido a que el 8.18% de los recursos de la organización eran de origen no identificado o de fuente dudosa. Más tarde, con 7 votos en contra y 4 a favor, se le negó el registro a México Libre bajo el argumento de no poderse identificar el origen de aquel porcentaje de financiamiento. Aunque hay que señalar que se entregó una relación a INE por parte de México LIBRE con los nombres de todos los donantes de aportaciones que se hicieron como pagos electrónicos así como una protesta de decir verdad, el instituto que tiene facultades para auditar se negó a reconocer dicha información, negando así el registro del partido.

## Acusaciones
Después de que se le negara el registro a México Libre, Felipe Calderón Hinojosa se pronunció al respecto acusando al consejero presidente Lorenzo Córdova de mentir y clasificó a los argumentos por los que se le negó el registro a la organización de "ridículos", así como también aseguró que era un "día de vergüenza" para Córdova y el INE. Por su parte, Margarita Zavala aseguró que de manera inmediata acudirían al Tribunal Electoral del Poder Judicial de la Federación (TEPJF) a impugnar la decisión del INE. Además, Zavala llamó "absurda" a la decisión y acusó al Instituto de utilizar criterios salidos de ocurrencias en el organismo autónomo, de igual manera denunció que desde el Gobierno Federal se buscó censurar a México Libre debido a que este sería un verdadero partido de oposición.
Múltiples medios de comunicación llamaron a las acusaciones por parte de Felipe Calderon y Margarita Zavala hacia el INE tras no lograr su registro como partido político como un "berrinche".
El 15 de octubre de 2020 la Sala Superior del TEPJF en un proyecto presentado por José Luis Vargas ministro acusado por enriquecimiento ilícito pues tiene propiedades que no se justifican con el ingreso que tiene como ministro, el cual tuvo 2 votos en contra una abstención y 4 a favor, ratificó decisión del INE y negó el registro arguyendo, no se acreditó el origen de aportaciones en efectivo, pese a que se entregó una relación de los aportantes, montó, copia de INE y carta de protesta de decir la verdad.